# 動物実験代替法
動物実験代替法（どうぶつじっけんだいたいほう、英: Alternatives to animal testing）とは、広義には動物の使用を伴う実験もしくは試験において、より狭義には医薬品や化粧品などの化学物質のための安全性・毒性試験などにおいて、使用される動物の数を減らすことができる科学的手法のことである。
また、日本動物実験代替法評価センター (Japanese Center for the Validation of Alternative Methods：JaCVAM) では、動物実験代替法のことを「3Rを実現する試験法」と定義している。
OECD GD34 (2005)では、代替法とは、動物実験の３Rsに準じた試験法を指す。動物実験の３Rsとは、動物実験代替法開発における目標であり、従来法よりも使用動物数を削減すること（reduction）、実験動物の苦痛・疼痛軽減と動物福祉を進めること（refinement）、および動物を用いる試験を動物を用いない、あるいは系統発生的下位動物を用いる試験法に置換すること（replacement）をいう。 